# Chiesa di San Salvatore (Bologna)
La chiesa del Santissimo Salvatore è una chiesa di Bologna che si trova all'angolo tra via IV Novembre e via Cesare Battisti.

## Storia
Il luogo dove sorge fu dal 1136 sede dei Canonici regolari di Santa Maria in Reno che vi costruirono una propria chiesa, documentata fin dal 1056 e in seguito ristrutturata nel XV secolo.
Alla fine del XVI secolo si decise di abbattere la vecchia chiesa e costruirne una nuova più ampia e sfarzosa. Quindi tra il 1606 e il 1623 fu costruito da Vincenzo Porta l'attuale edificio, seguendo il progetto del padre barnabita Giovanni Ambrogio Mazenta e dell'architetto Tommaso Martelli.
Storicamente gestita dai Canonici regolari lateranensi, nel 2007 chiesa ed annesso convento passarono ai frati francesi della Comunità di San Giovanni, che ressero la chiesa fino al 2020. Dal 2021 la chiesa è passata alla Arcidiocesi di Bologna e vi si pratica l'adorazione eucaristica perpetua.

## Facciata
La facciata, dalle linee semplici, custodisce in quattro nicchie le statue in cotto rappresentanti gli evangelisti, opera di Giovanni Tedeschi e originariamente dipinte in finto bronzo. Altre tre statue in rame sono poste sulla sua sommità.

## Interno

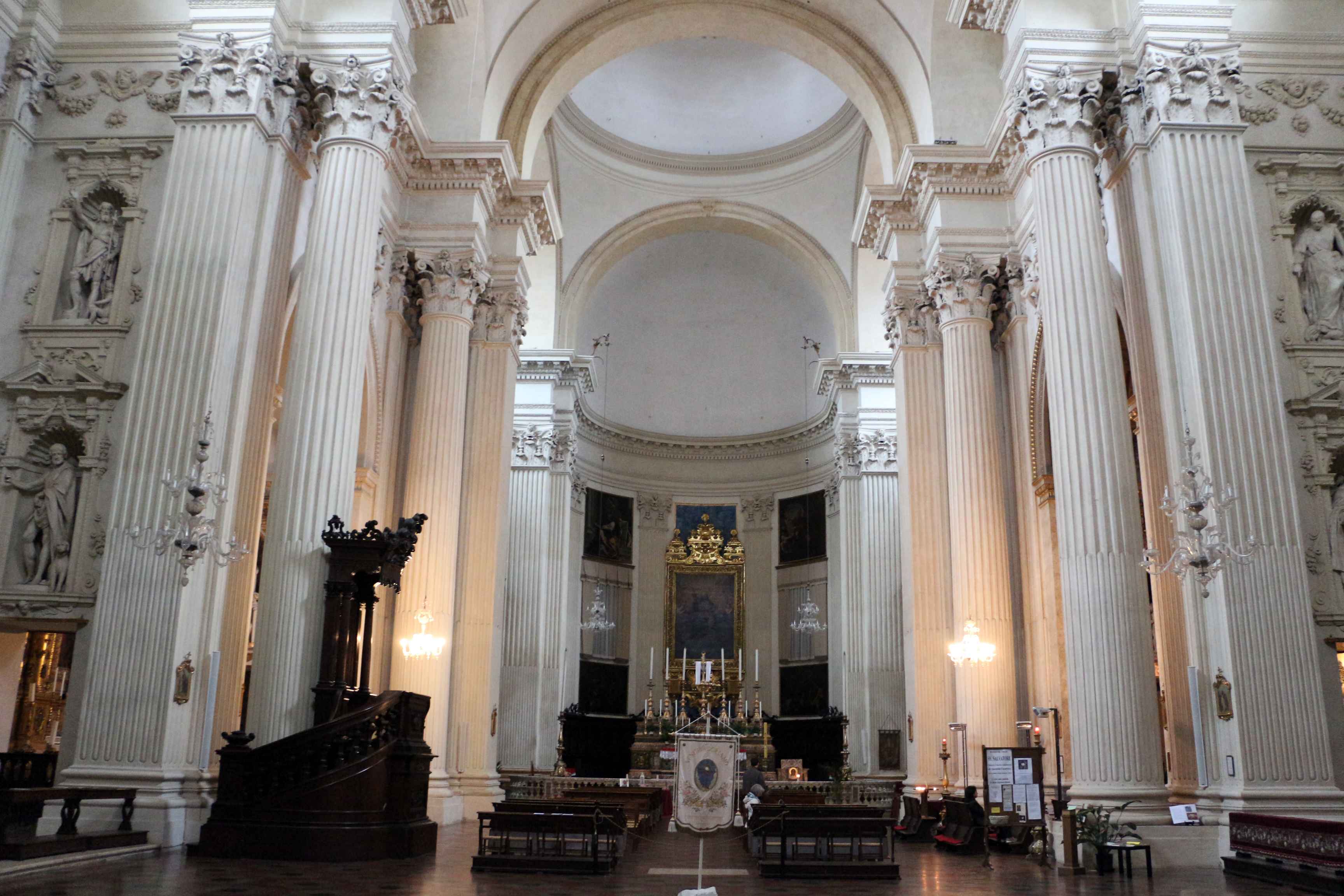
L'interno

L'interno, composto da una sola navata, conserva varie opere d'arte nelle otto cappelle laterali. Tra le più importanti ricordiamo:
- La Sacra Famiglia di Alessandro Tiarini, nella quarta cappella a sinistra.
- Il polittico di Vitale da Bologna, nella quarta cappella a destra; risalente al 1353, rappresenta L'incoronazione della Vergine fra il presepe, il martirio di Santa Caterina e vari santi.
- la pala con il Miracolo del Crocifisso di Beirut di Jacopo Coppi, del 1579, in cui all'estrema sinistra, è l'autoritratto del pittore.[3]
- La Madonna della Vittoria, tavola tardo trecentesca di Simone dei Crocifissi originariamente conservata nella chiesa del Monte (oggi Villa Aldini).[4]
- L'Ascensione di Cristo, grande pala realizzata tra il 1610 e il 1620 dal pittore ferrarese Carlo Bononi[5].

Al centro del pavimento è posta la tomba di Giovanni Francesco Barbieri, detto Il Guercino, che per lungo tempo fu accolto dai Canonici e volle essere sepolto nella loro sede nel 1666 con il fratello Paolo Antonio Barbieri.
Sulle due cantorie del transetto, poste simmetricamente ai lati dell'abside, si trovano altrettanti organi a canne risalenti al XVIII secolo; mentre quello di sinistra è privo delle canne interne, quello di destra (che racchiude materiale fonico di Vincenzo Colonna del 1621) è funzionante ed ha 14 registri su unico manuale e pedale.
Addossato al lato sinistro della chiesa (ed invisibile dall'esterno) si erge il piccolo campanile, la cui cella campanaria (illuminata da bifore) contiene due antiche campane. La maggiore è opera del fonditore Ugolino di Toscolo, porta la data 1333 e risulta la più antica della città ancora montata su un campanile; il bronzo è purtroppo inservibile a causa della presenza di una crepa che lo rende completamente afono. La campana minore è invece stata fusa nel 1583 dal fonditore Antonio Censori e viene ancora oggi suonata per i richiami alle funzioni. Entrambe le campane sono inceppate sui caratteristici mozzi in legno "alla bolognese" e sono a completo azionamento manuale. Il castello (anch'esso interamente in legno) presenta l'alloggiamento anche per una terza campana (di cui è rimasto il relativo mozzo), ora scomparsa.

## Galleria d'immagini

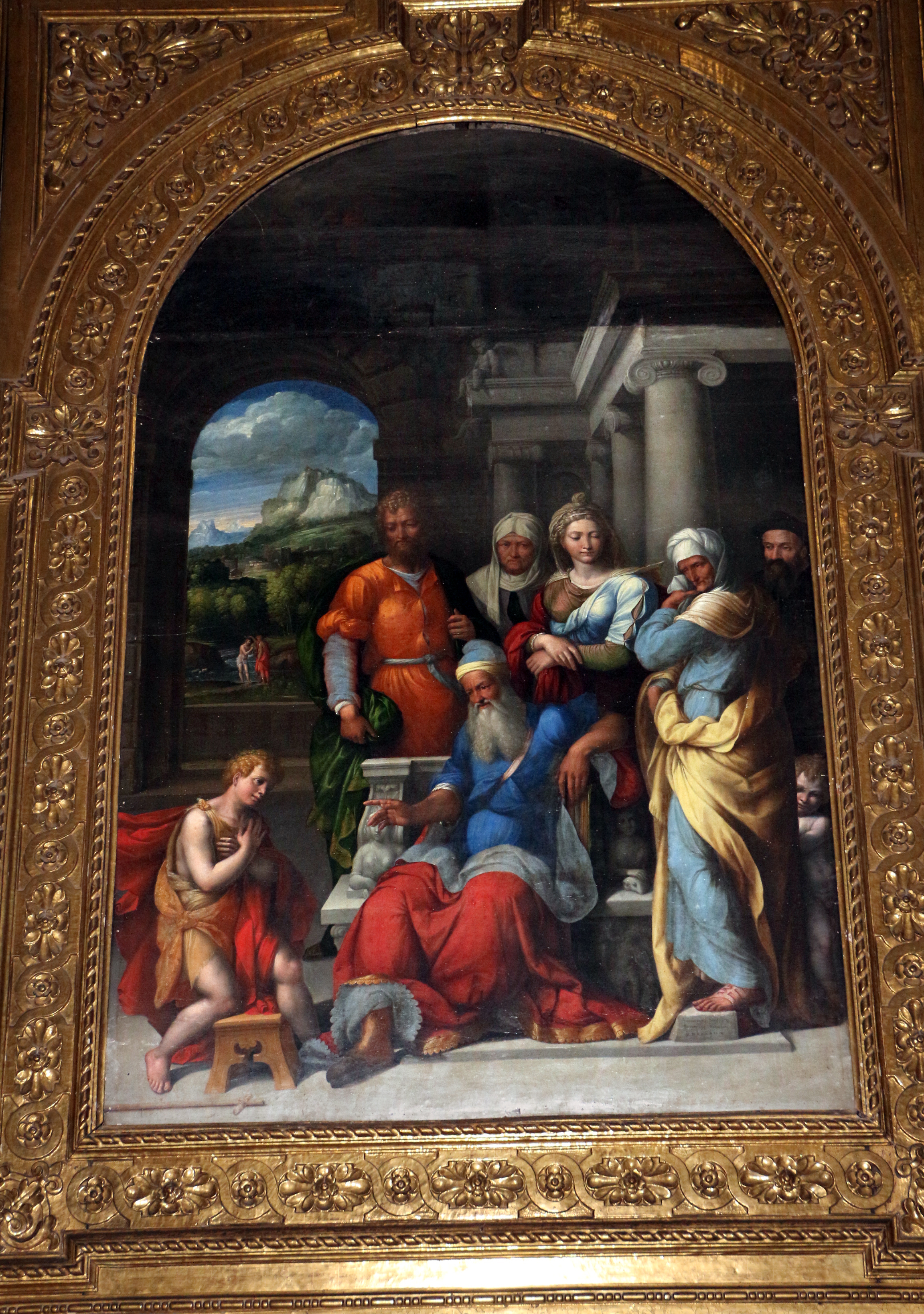
Garofalo, Commiato di San Giovannino dal padre, 1532
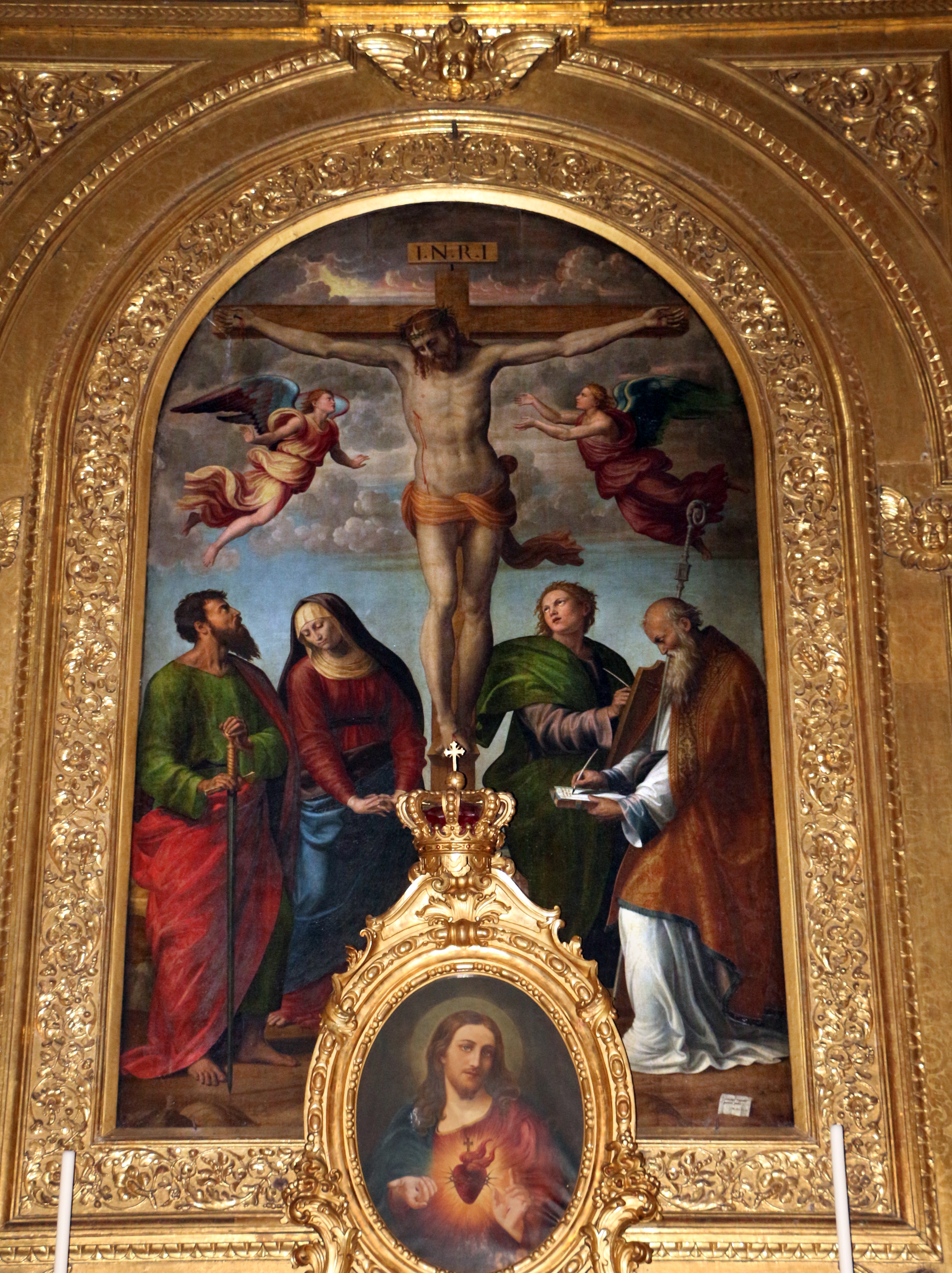
Innocenzo da Imola, Crocifissione e santi, 1539
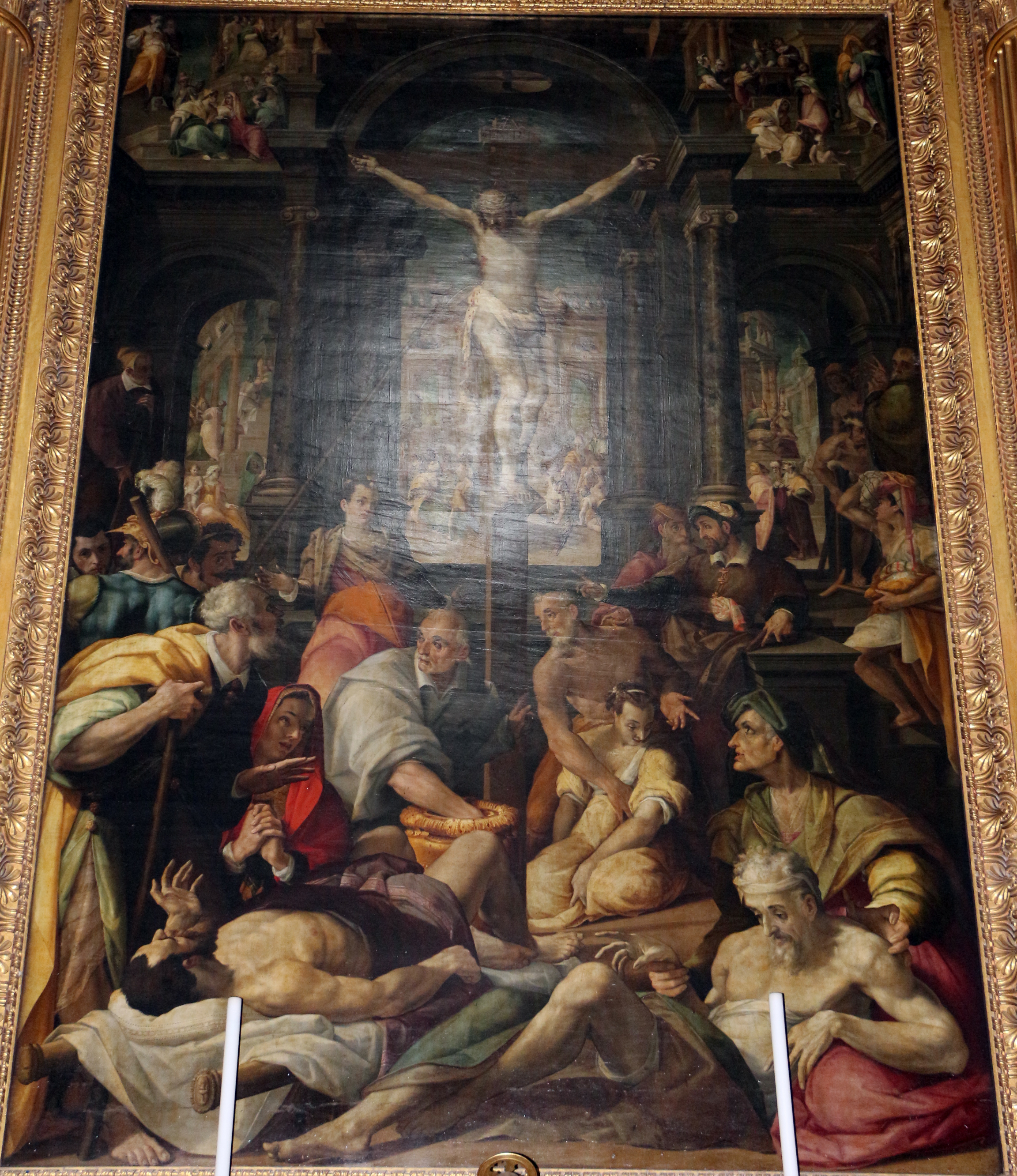
Jacopo Coppi, Storie del crocifisso di Beirut, 1579
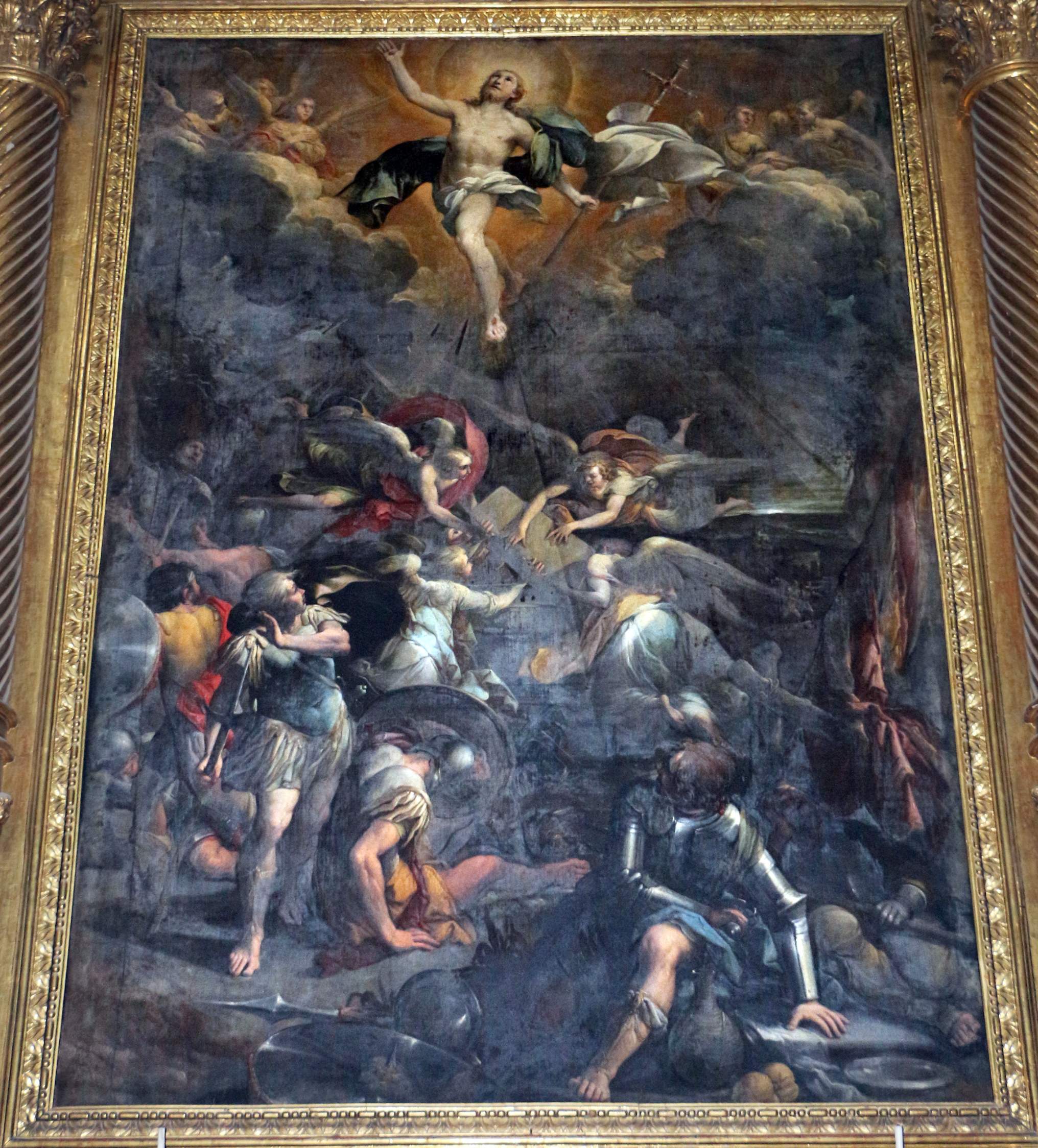
Mastelletta, Resurrezione di Cristo, 1620-25 ca.
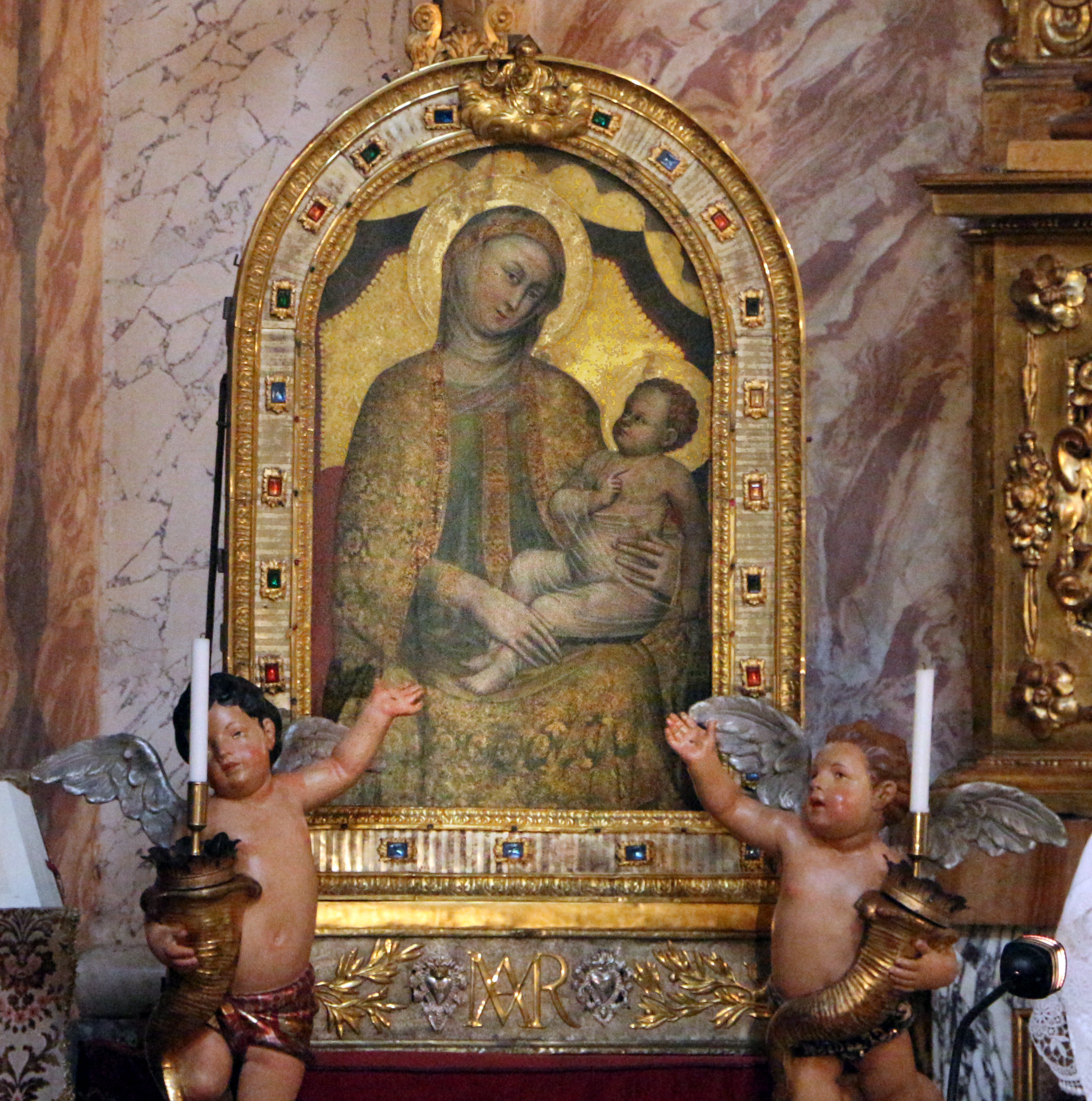
Simone dei Crocifissi, Madonna della vittoria, 1356-70 ca.
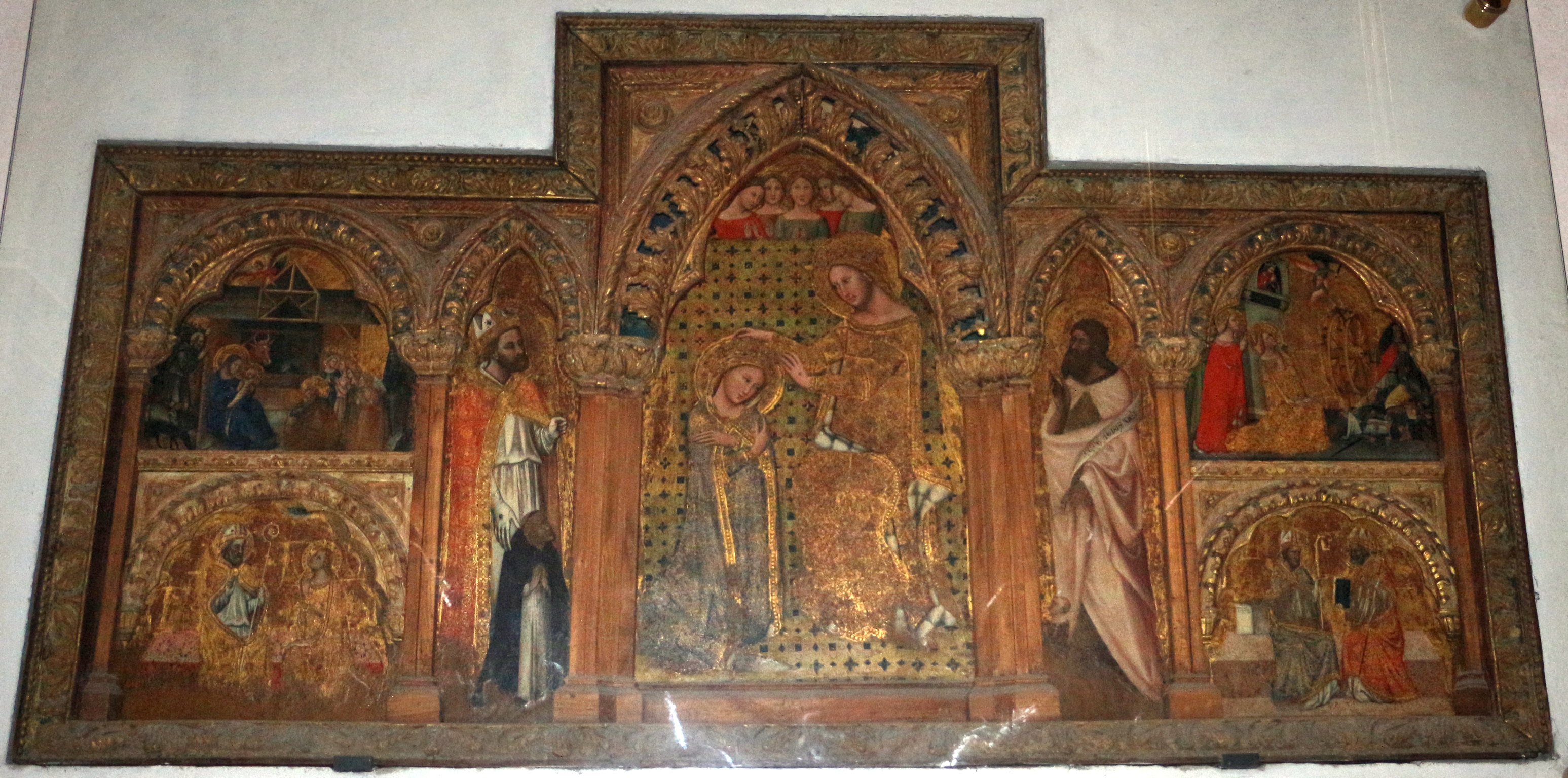
Vitale da Bologna, Polittico dell'Incoronazione della Vergine, 1353
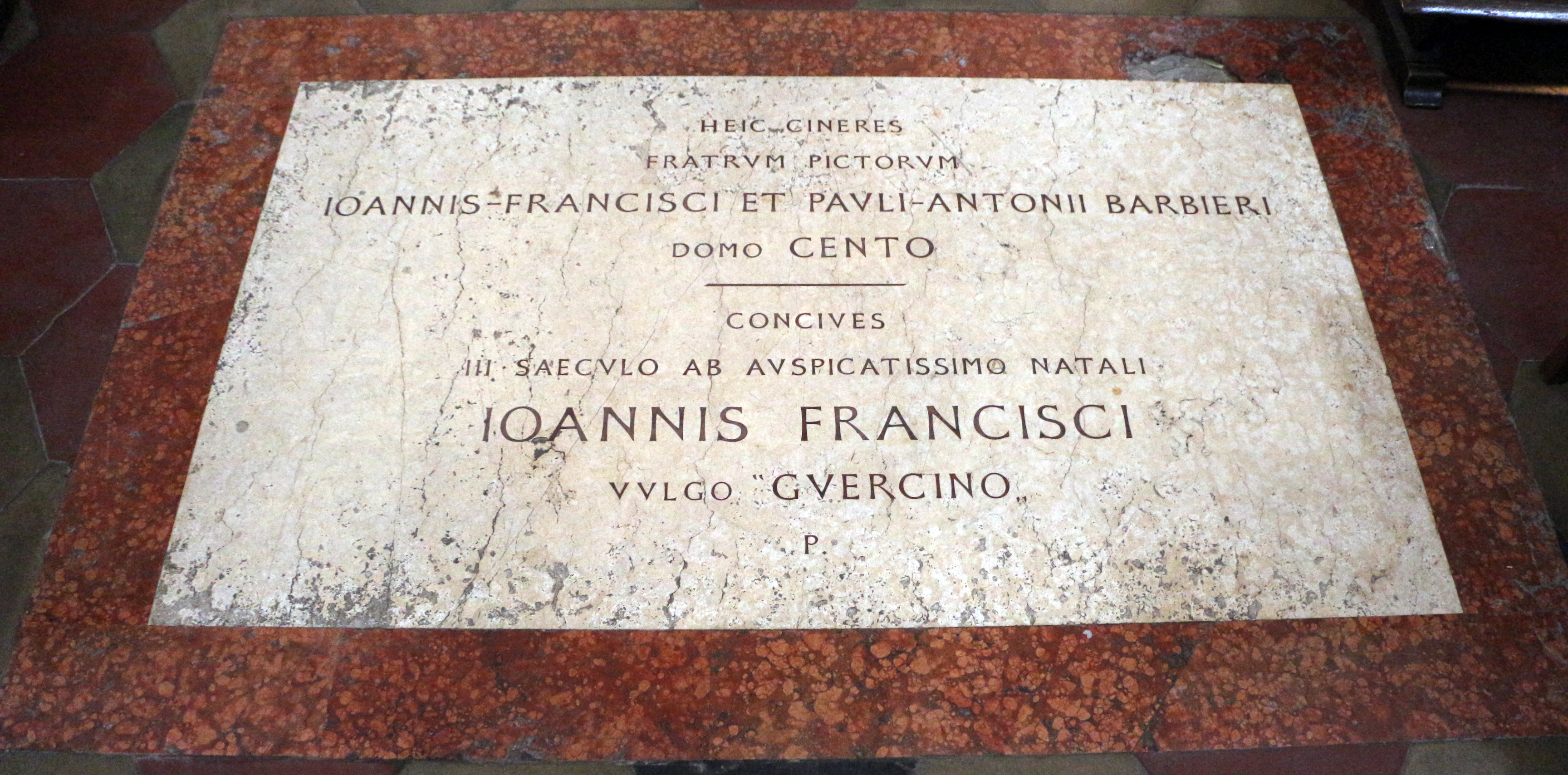
Tomba del Guercino